# Butch Cassidy
Robert LeRoy Parker, mais conhecido como Butch Cassidy (Beaver, 13 de abril de 1866 – San Vicente, ca. 7 de novembro de 1908) foi um famoso criminoso norte-americano, assaltante de comboios,  e líder da quadrilha de foras-da-lei Hole in the Wall Gang.

## Biografia

### Os primeiros anos
Robert LeRoy Parker nasceu a 13 de abril de 1866, em Beaver (Utah). Ainda jovem adoptou o pseudónimo de Butch Cassidy, em homenagem a  Mike Cassidy, um antigo ladrão que o ensinou a roubar gado.
Em 1890, com o dinheiro dos assaltos, comprou uma fazenda perto de Dubois, Wyoming. Este local é próximo ao famoso Hole-in-the-Wall, uma formação geológica natural que possibilitava protecção e um esconderijo perfeito, levantando, por isso, a suspeita de que a sua fazenda nunca foi bem sucedida economicamente, tendo sido na realidade uma fachada para esconder as suas actividades clandestinas.
Em 1894 foi preso, vindo a cumprir 18 meses de uma pena de 24, tendo sido solto em Janeiro de 1896.

### Os Wild Bunch

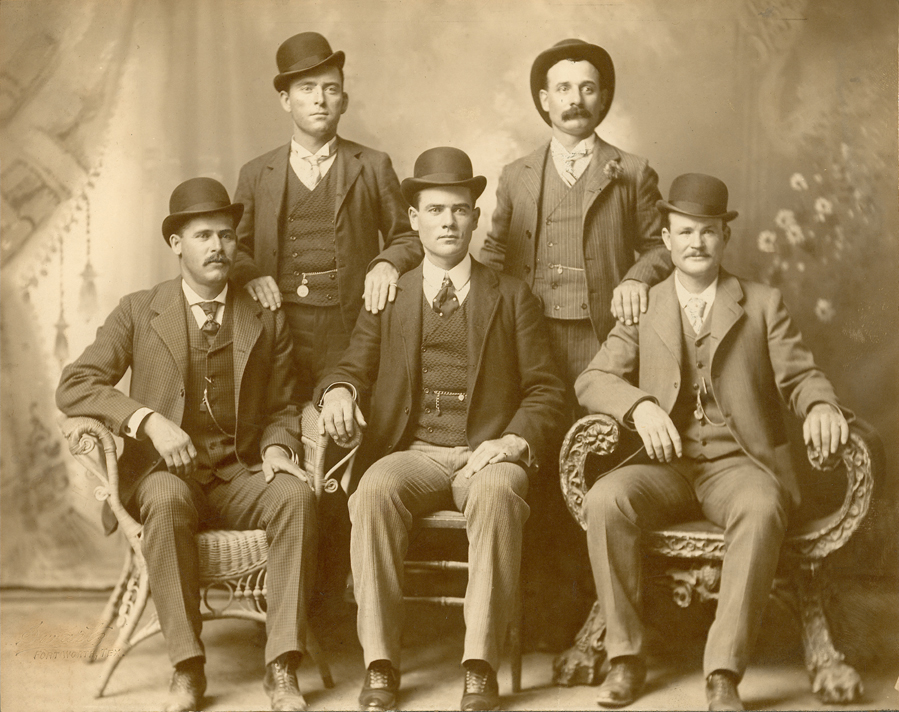
Da esquerda para a direita: Sundance Kid, Tall Texan, News Carver, Kid Curry e Butch Cassidy. Em Fort Worth, Texas, 1901.

Após a sua libertação associou-se a um círculo de criminosos, onde se encontrava seu melhor amigo Elzy Lay e Harvey "Kid Curry" Logan, Ben Kilpatrick, Harry Tracy, Will "News" Carver, Laura Bullion e George Curry que, juntamente com outros foras-da-lei, formaram a quadrilha que ficou conhecida por Wild Bunch, aumentando consideravelmente a sua actividade criminosa roubando bancos, comboios, carruagens, cavalos e gado.
Em 2 de Junho de 1899 a quadrilha roubou um trem de passageiros da  Union Pacific Railroad perto de Wilcox, Wyoming, um roubo que se tornou famoso e que resultou em uma enorme caça ao homem. Muitos homens da lei notáveis da época participaram na perseguição aos ladrões mas não os conseguiram apanhar.
Em 11 de Julho de 1899, Elzy Lay e outros membros da quadrilha envolveram-se no roubo de um comboio perto de Folsom, Novo México, levando a um tiroteio em que Elzy Lay matou o Sheriff Edward Farr e o ajudante Henry Love, levando a sua prisão, tendo sido condenado à prisão perpétua na penitenciária do Novo México.
Sempre que os Wild Bunch se separavam na sequência de um assalto, reuniam-se mais tarde em um local pré-determinado, tal como o esconderijo "Hole-in-the-Wall", "Robbers Roost", ou o "bordel de Madame Fannie", em San Antonio, Texas.
O esconderijo Hole-in-the-Wall foi montado em Old Town Trail em Cody, Wyoming. Foi construído em 1883 por Alexander Gand.
Após a prisão de Elzy Lay, Butch Cassidy juntou-se a Sundance Kid (Harry Longabaugh), formando uma dupla que se tornaria lendária. Afirma-se que, embora fosse assaltante e usasse armas, nunca matou pessoa alguma.

### A fuga para a América do Sul
Caçados pela polícia norte-americana, os dois bandidos decidiram tentar a sorte na América do Sul, chegando a Buenos Aires, Argentina, em 1901, na companhia de Etta Place, uma professora e namorada de Sundance.
Usando nomes falsos e vestidos com requintada elegância, hospedaram-se no melhor hotel da cidade e depositaram cerca de 12 mil dólares na filial do Banco de Londres (dinheiro oriundo do último assalto efectuado, nos EUA). Tidos na conta de refinados cavalheiros, chegaram a fazer amizade com o vice-cônsul norte americano, George Newbery, e compraram uma fazenda na província de Chubut.
Entre 1902 e 1906 levaram uma vida confortável, na condição de fazendeiros, mas quando acabou o dinheiro, voltaram aos roubos.
O primeiro assalto na Argentina foi a um banco de Rio Gallegos, na província de Santa Cruz. O seguinte aconteceu em Villa Mercedes, na província de San Luis. Após alguns outros assaltos, acharam mais prudente mudar de ares e cruzaram a fronteira da Bolívia.
Em 1907, Etta, doente, voltou para sua casa nos Estados Unidos, enquanto os seus companheiros permaneceram na América do Sul, roubando comboios, minas e bancos na Bolívia, Peru e no Chile, sempre perseguidos pelos policiais dos respectivos países.

## Morte
A morte de Cassidy é motivo de disputa por parte dos historiadores, existindo várias versões.

### Versão oficial
A versão oficial da morte de Butch e Sundance, diz que, em 1908, próximo a San Vicente, Bolívia, os dois bandidos foram perseguidos por soldados bolivianos, e foram mortos com rajadas de metralhadora.

### Segunda versão
A 3 de Novembro de 1908, dois bandidos norte americanos (supostamente Cassidy e Kid) roubaram 15 mil pesos bolivianos a funcionários que transportavam o pagamento de trabalhadores locais. Na fuga, os bandidos ficaram em uma pensão próximo de San Vicente. Quando o dono do local suspeitou dos dois, comunicou a um funcionário do telégrafo, que notificou uma pequena unidade do exército. Em 6 de Novembro, para efectuar suas prisões, os bandidos foram cercados pelo prefeito da cidade, junto com oficiais e três soldados. Após um combate que deixou um soldado ferido e outro morto, a polícia e os soldados ouviram um homem a gritar de dor. Minutos depois, foi disparado um tiro terminando com os gritos. Logo após, outro tiro foi ouvido. Na manhã seguinte, os dois foram encontrados mortos. Na época especulou-se que o homem que gritava de dor levou um tiro de misericórdia do seu companheiro que mais tarde se suicidou. A polícia boliviana não os teria conseguido identificar e os enterrou em um cemitério próximo ao local do incidente.

### Versão sobre morte no anonimato
Lula Parker Betenson, irmã de Butch, teria alegado que o criminoso retornou aos Estados Unidos, onde viveu no anonimato. Lula também relata uma reunião dela, Cassidy, seu irmão Max e de seu pai Maxi, em 1925. A suportar essa versão, existem cartas datadas de 1930, com passagem pelo Brasil, 1937  enviadas de Rio de Janeiro e 1938, cartas tocadas ente os dois enviadas de São Paulo que supostamente foram enviadas para Sundance Kid e escritas por Cassidy.

## Butch Cassidy no cinema
- Butch Cassidy and the Sundance Kid

Filme norte-americano de 1969, dirigido por George Roy Hill.
Butch Cassidy é encarnado pelo actor Paul Newman
- Butch and Sundance: The Early Days

Filme norte-americano de 1979, dirigido por Richard Lester.
Butch Cassidy é encarnado pelo actor Tom Berenger.
- Outlaw Trail: The Treasure of Butch Cassidy

Filme norte-americano de 2006, dirigido por Ryan Little.
Butch Cassidy é encarnado pelo actor Brian Wimmer.
- Os Implacáveis

Filme norte-americano de 2012, dirigido por Mateo Gil.
Butch Cassidy é encarnado pelo actor Sam Shepard.